# Discurs de la infàmia
El conegut com a discurs de la infàmia va ser pronunciat pel president Franklin D. Roosevelt el 8 de desembre de 1941, l'endemà de l'atac a Pearl Harbor, davant el Congrés dels Estats Units per demanar la declaració de guerra a l'Imperi del Japó. Es coneix amb aquest nom per la frase amb què començava: «Ahir, 7 de desembre de 1941 —una data que viurà en la infàmia— els Estats Units d'Amèrica van ser atacats sobtadament i deliberadament per forces navals i aèries de l'Imperi del Japó».

## Antecedents

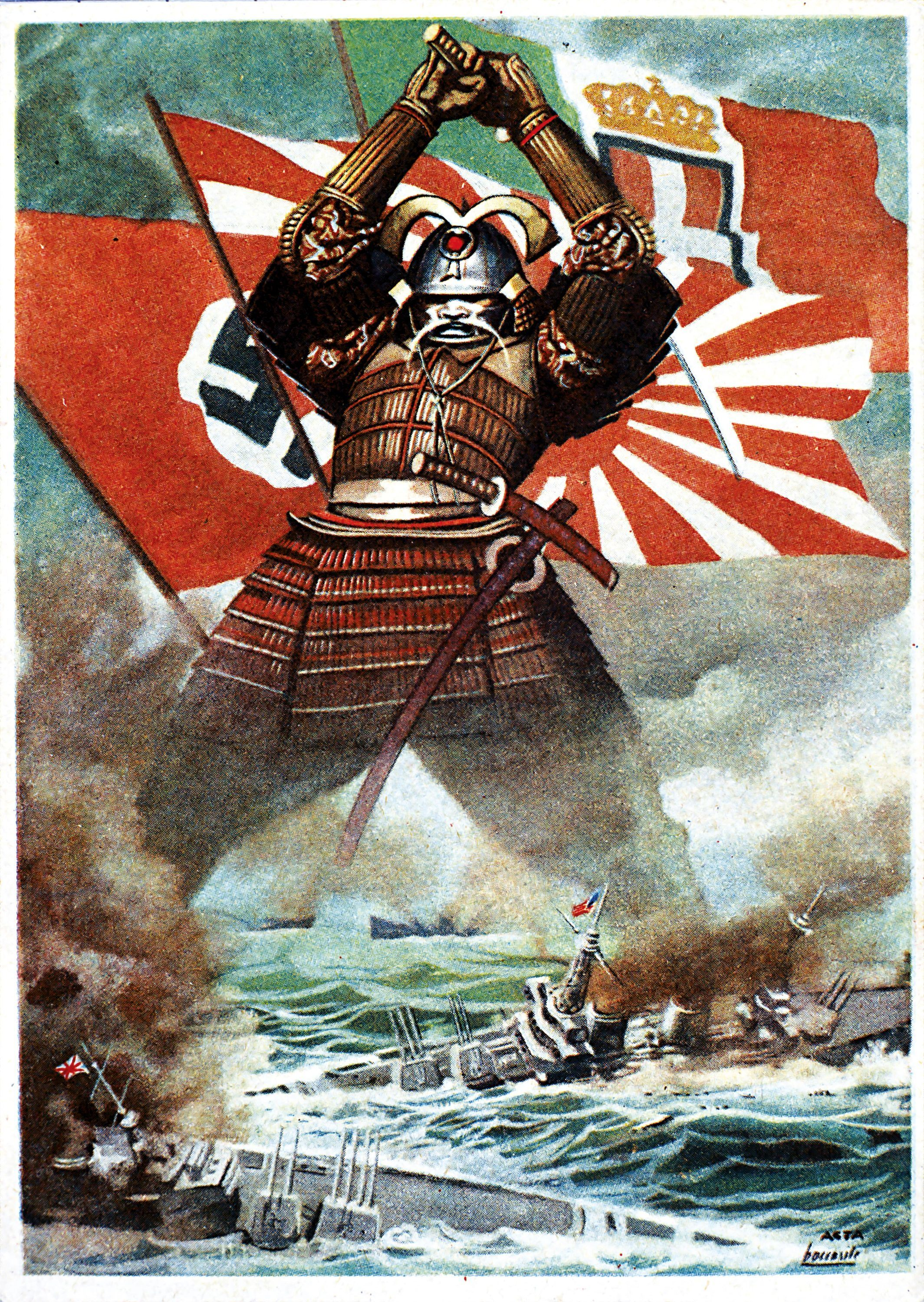
Cartell de propaganda del Pacte Tripartit exaltant l'atac japonès a Pearl Harbor

L'1 de desembre de 1941 la Conferència Imperial, presidida per l'emperador Hirohito, va aprovar l'entrada en guerra contra Estats Units, Gran Bretanya i Països Baixos. Però considerant que el factor sorpresa era essencial en l'èxit de l'atac a Pearl Harbor, amb el qual s'anaven a iniciar les hostilitats, el govern japonès i l'Alt Comandament van decidir que presentarien la ruptura de relacions amb els Estats Units només mitja hora abans de l'inici de l'atac (previst per les 8:00 hores del 7 de desembre a les illes Hawai; les 13:30 del mateix dia a Washington). Per assegurar el secret també va decidir no informar als seus representants a Washington, l'ambaixador Kichisaburo Nomura i l'enviat especial Saburo Kurusu.

Cartell de propaganda de guerra recordant Pearl Harbor.

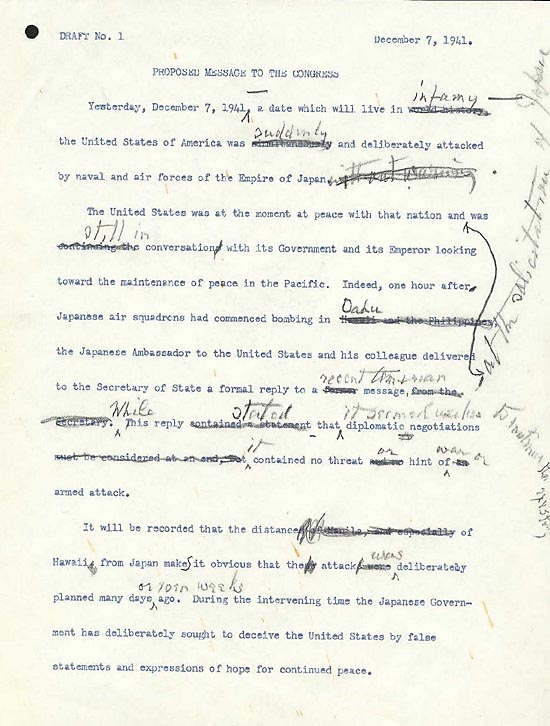
Primer esborrany del discurs amb els canvis introduïts pel president Roosevelt

Així doncs, el govern japonès va enviar el comunicat de la ruptura de les negociacions —del que s'havia suprimit la frase que parlava de la possible declaració de guerra japonesa d'acord amb la Convenció de l'Haia — només unes hores abans de l'atac. El comunicat anava acompanyat de l'ordre que no ho lliuressin abans de la 13:00 hores (horari de Washington; 7:30 hores, horari de Hawai, és a dir, just mitja hora abans de l'inici de l'atac). Però l'ambaixada japonesa va tenir problemes amb el desxifrat i el mecanografiat del document, que constava de catorze punts i una conclusió final, pel que Nomura i Kurusu ho van presentar al secretari d'Estat Cordell Hull a les 14:20 hores, quan feia una hora que l'atac a Pearl Harbor havia començat —el que Nomura i Kurusu desconeixien, ja que el seu govern tampoc els havia informat sobre l'operació—. Quan Hull els va rebre van notar que aquest estava furiós —ni els va donar la mà, ni els va convidar a asseure's. No podien saber que punt ell com el president Roosevelt coneixien el seu contingut des de les 10 del matí, ja que els serveis d'intel·ligència ho havien interceptat i desxifrat abans que la pròpia ambaixada japonesa —de fet cap a les 12 del matí els comandants de les bases navals i terrestres nord-americanes del Pacífic ja havien estat advertits de l'imminent atac japonès, però no el de Pearl Harbor, a causa de les males condicions atmosfèriques (el missatge arribaria quan l'atac japonès ja havia començat)— A més feia pocs minuts que al secretari d'Estat li havien informat que la base de Pearl Harbor estava sent atacada per avions japonesos. En un moment determinat Hull va deixar de llegir el document que li havien lliurat els representants japonesos i els va dir:
| « | En més de cinquanta anys de servei públic no he vist un document més ple de falsedats i distorsions: infames falsedats i distorsions a una escala tan monumental que mai vaig imaginar fins avui que algun govern del planeta fos capaç de manifestar-les. | » |

Kurusu i Nomura van tornar confusos a la seva ambaixada, on van trobar a l'entrada una multitud que els increpava. Va ser llavors quan van saber que Japó havia atacat als Estats Units per sorpresa i abans d'haver declarat la guerra. Després que s'haguessin marxat els dos representants japonesos Hull els va cridar «homúnculs i pocavergonyes».

## El discurs
La mateixa tarda del 8 de desembre el gabinet del president va començar a preparar el contingut del discurs que Roosevelt anava a pronunciar l'endemà davant els membres del Senat i de la Cambra de Representants reunits en sessió conjunta. El secretari d'Estat Codell Hull va suggerir que en el mateix es fes una relació completa de totes les violacions del dret internacional comeses per l'Imperi del Japó en els últims anys. Però Rossevelt va demanar que fos un discurs curt que no depassés les cinc-centes paraules i que se centrés el missatge essencial perquè arribés al major nombre possible de ciutadans nord-americans: que Estats Units havia estat atacat per Japó per sorpresa i sense una prèvia declaració de guerra i que Estats Units estava disposat a derrotar-ho costés el que costés.
| « | Mr. Vice President, Mr. Speaker, members of the Senate and the House of Representatives: Yesterday, December 7th, 1941 — a date which will live in infamy — the United States of America was suddenly and deliberately attacked by naval and air forces of the Empire of Japan. The United States was at peace with that nation, and, at the solicitation of Japan, was still in conversation with its Government and its Emperor looking toward the maintenance of peace in the Pacific. Indeed, one hour after Japanese air squadrons had commenced bombing in the American island of Oahu, the Japanese Ambassador to the United States and his colleague delivered to our Secretary of State a formal reply to a recent American message. And while this reply stated that it seemed useless to continue the existing diplomatic negotiations, it contained no threat or hint of war or of armed attack. It will be recorded that the distance of Hawaii from Japan makes it obvious that the attack was deliberately planned many days or even weeks ago. During the intervening time the Japanese Government has deliberately sought to deceive the United States by false statements and expressions of hope for continued peace. The attack yesterday on the Hawaiian Islands has caused severe damage to American naval and military forces. I regret to tell you that very many American lives have been lost. In addition American ships have been reported torpedoed on the high seas between San Francisco and Honolulu. Yesterday the Japanese Government also launched an attack against Malaya. Last night Japanese forces attacked Hong Kong. Last night Japanese forces attacked Guam. Last night Japanese forces attacked the Philippine Islands. Last night the Japanese attacked Wake Island. And this morning the Japanese attacked Midway Island. Japan has, therefore, undertaken a surprise offensive extending throughout the Pacific area. The facts of yesterday and today speak for themselves. The people of the United States have already formed their opinions and well understand the implications to the very life and safety of our nation. As Commander-in-Chief of the Army and Navy, I have directed that all measures be taken for our defense. But always will our whole nation remember the character of the onslaught against us. No matter how long it may take us to overcome this premeditated invasion, the American people in their righteous might will win through to absolute victory. I believe that I interpret the will of the Congress and of the people when I assert that we will not only defend ourselves to the uttermost but will make it very certain that this form of treachery shall never again endanger us. Hostilities exist. There is no blinking at the fact that our people, our territory and our interests are in grave danger. With confidence in our armed forces—with the unbounding determination of our people—we will gain the inevitable triumph—so help us God. I ask that the Congress declare that since the unprovoked and dastardly attack by Japan on Sunday, December 7th, 1941, a state of war has existed between the United States and the Japanese Empire. | Senyor Vicepresident, senyor President de la Cambra de Representants, membres del Senat i de la Cambra de Representants: ahir, 7 de desembre de 1941 -una data que viurà a la infàmia- els Estats Units d'Amèrica va ser atacat sobtada i deliberadament per forces navals i aèries de l'Imperi del Japó. Estats Units estava en pau amb aquesta nació, i, a petició del Japó, encara estava duent a terme converses amb el seu govern i el seu Emperador buscant el manteniment de la pau al Pacífic. De fet, una hora després que els escuadrons aeris japonesos hagueren començat a bombardejar l'illa nord-americana d'Oahu, l'ambaixador japonès als Estats Units i el seu col·lega van lliurar al secretari d'estat una resposta formal a un recent missatge nord-americà. Encara que aquesta resposta afirmava que semblava inútil continuar les negociacions diplomàtiques existents, no contenia cap amenaça ni al·ludia a la guerra o a un atac armat. Cal constatar que la distància d'Hawai des del Japó posa en evidència que l'atac va ser deliberadament planificat fa molts dies o fins i tot uns mesos enrere. Durant aquest temps, el govern japonès ha buscat deliberadament enganyar als Estats Units mitjançant declaracions falses i expressions d'esperança a favor de la continuïtat de la pau. L'atac d'ahir sobre les illes d'Hawai ha causat grans danys a les forces militars i navals nord-americanes. Lamento dir-los que moltes vides americanes s'han perdut. A més, s'ha sabut que els vaixells nord-americans han estat torpedinats a alta mar entre San Francisco i Honolulu. Ahir el govern japonès també va llançar un atac contra Malàisia. La passada nit forces japoneses van atacar Hong Kong. La passada nit forces japoneses van atacar a Guam. La passada nit forces japoneses van atacar les Illes Filipines. La passada nit forces japoneses van atacar l'illa Wake. Aquest migdia les forces japoneses han atacat l'illa de Midway. Japó, per tant, ha emprès una ofensiva sorpresa per tota l'àrea del Pacífic. Els fets d'ahir i d'avui parlen per si mateixos. El poble dels Estats Units ja ha sentit els seus comentaris i va comprendre bé les implicacions per a la vida i seguretat de la nostra nació. Com Comandant en Cap de l'Exèrcit i de la Marina, vaig decretar que es prenguessin totes les mesures per a la nostra defensa. Però tota nostra nació sempre recordarà el caràcter de l'atac contra nosaltres. No importa quant temps ens prengui superar aquesta invasió premeditada, el poble americà amb la seva honrada força triomfarà fins a la victòria absoluta. Crec que interpretaré la voluntat del Congrés i del poble quan afirmo que no només ens defensarem al màxim sinó que aconseguirem que aquesta forma de traïció mai més ens posi en perill. Les hostilitats existeixen. No cal tancar els ulls al fet que el nostre poble, el nostre territori i els nostres interessos estan en greu perill. Amb confiança en les nostres forces armades -amb la il·limitada determinació del nostre poble- obtindrem l'inevitable triomf, amb l'ajuda de Déu. Demano que el Congrés declari que des de l'atac no provocat i vil del Japó el 7 de desembre de 1941 existeix el estat de guerra entre els Estats Units i l'Imperi japonès. | » |

## Media
| "A date which will live in infamy"                                 |
|                                                                    |
| Section of speech with famous phrase. (168 KB, ogg/Vorbis format). |
|                                                                    |

## Conseqüències

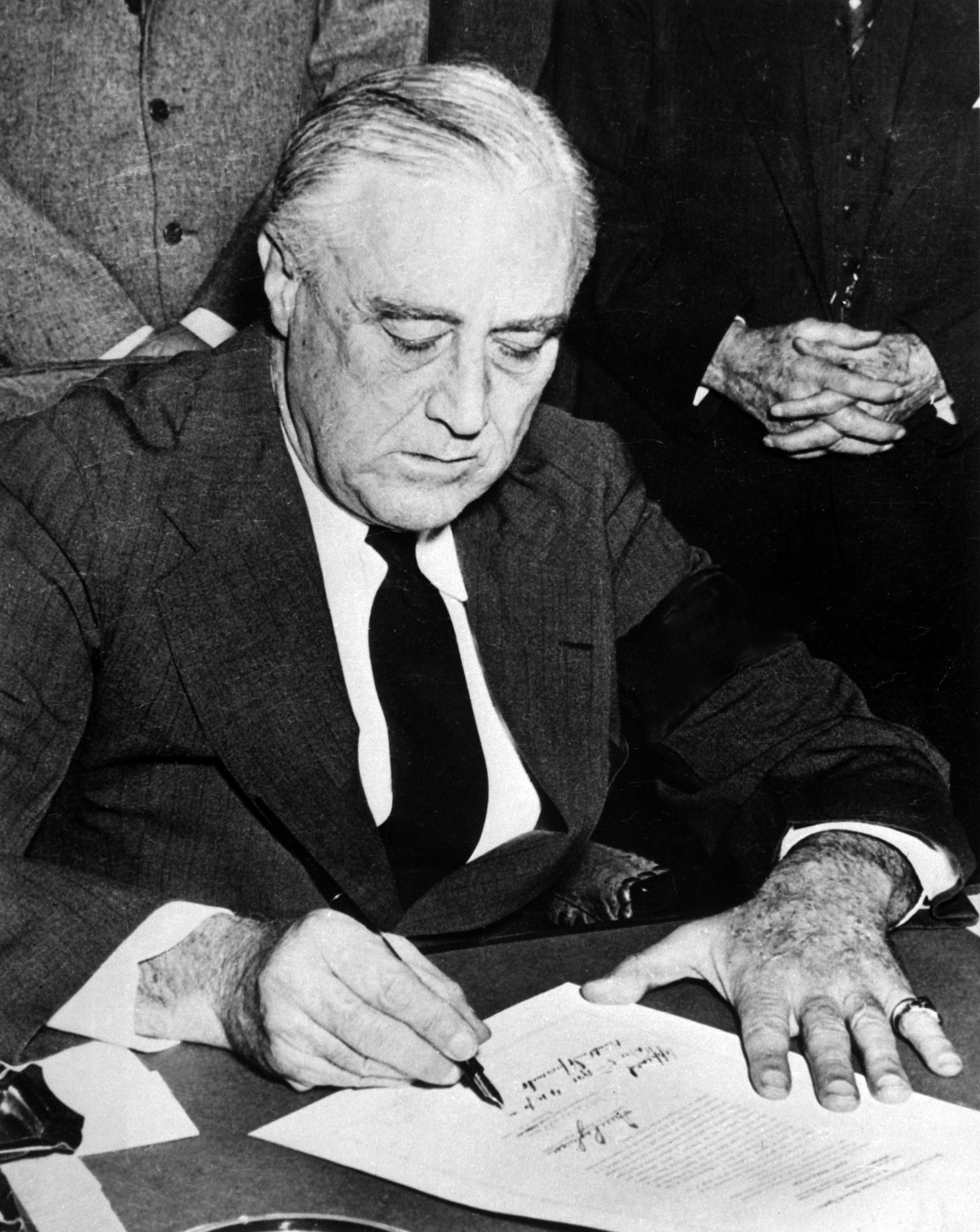
Franklin D. Roosevelt signant la declaració de guerra al Japó.

La declaració de guerra al Japó va ser aprovada pel Congrés amb l'únic vot en contra de la congressista republicana pacifista per Montana Jeannette Rankin. Roosevelt amb el seu discurs va aconseguir excitar les emocions dels nord-americans i l'aïllacionisme, que fins llavors havia predominat entre l'opinió pública i la classe política, va desaparèixer completament. El crit de batalla «Recorda Pearl Harbor» va galvanitzar a tot el país. El lema procedia d'una cançó que va ser gravada només deu dies després de l'atac i que deia: «Recordem Pearl Harbor quan anem a enfrontar-nos amb l'enemic. Recordem Pearl Harbor, com vam fer amb L'Àlber... Recordem Pearl Harbor i no ens detinguem fins a la victòria!». Com ha assenyalat la historiadora Eri Hotta: «Abans de l'agressió japonesa, a la majoria dels nord-americans Hawai els va haver de semblar un exòtic país estranger… De sobte aquest singular territori d'illes en l'oceà Pacífic es va trobar inextricablement unit a la narració patriòtica nord-americana».
Tres dies després de l'atac uns desconeguts van talar quatre dels més grans cirerers que havia estat plantats al costat de la llacuna del West Potomac Park a Washington DC com a símbol d'amistat entre Estats Units i Japó.